# Campeonato Mundial de Ciclismo de Montaña de 1992
El III Campeonato Mundial de Ciclismo de Montaña se celebró en la localidad de Bromont (Canadá) en 1992, bajo la organización de la Unión Ciclista Internacional (UCI) y la Asociación Ciclista Canadiense. 
Se compitió en 2 disciplinas, las que otorgaron un total de 4 títulos de campeón mundial:
- Descenso (DH) – masculino y femenino
- Campo a través (XC) – masculino y femenino

## Resultados

### Masculino
| Evento         | Oro                          | Plata                         | Bronce                      |
| -------------- | ---------------------------- | ----------------------------- | --------------------------- |
| Descenso       | Dave Cullinan Estados Unidos | Jimmy Deaton Estados Unidos   | Christian Taillefer Francia |
| Campo a través | Henrik Djernis Dinamarca     | Thomas Frischknecht · Suiza · | David Baker Reino Unido     |

### Femenino
| Evento         | Oro                            | Plata                     | Bronce                      |
| -------------- | ------------------------------ | ------------------------- | --------------------------- |
| Descenso       | Juliana Furtado Estados Unidos | Kim Sonier Estados Unidos | Cindy Devine · Canadá ·     |
| Campo a través | Silvia Fürst · Suiza ·         | Alison Sydor · Canadá ·   | Ruth Matthes Estados Unidos |

## Medallero
| Núm. | País           | Oro | Plata | Bronce | Total |
| ---- | -------------- | --- | ----- | ------ | ----- |
| 1    | Estados Unidos | 2   | 2     | 1      | 5     |
| 2    | Suiza          | 1   | 1     | 0      | 2     |
| 3    | Dinamarca      | 1   | 0     | 0      | 1     |
| 4    | Canadá         | 0   | 1     | 1      | 2     |
| 5    | Francia        | 0   | 0     | 1      | 1     |
| 5    | Reino Unido    | 0   | 0     | 1      | 1     |
|      | TOTAL          | 4   | 4     | 4      | 12    |